# Praia de S. Bartolomeu do Mar
Praia de S. Bartolomeu do Mar é uma praia portuguesa, situada na freguesia de Mar, concelho de Esposende e distrito de Braga.